# ZOOM Erlebniswelt
ZOOM Erlebniswelt est un parc zoologique situé dans la ville de Gelsenkirchen dans l'État de Rhénanie-du-Nord-Westphalie, en Allemagne. Inauguré en 1949 sous le nom de Ruhr Zoo, il a été renommé en 2002. Moderne au moment de son inauguration, il commençait à vieillir avec l’évolution des parcs zoologiques dans les années 2000. Une rénovation totale du parc a été entreprise afin d’en faire un des plus beaux et des plus grands zoos d’Europe.
C'est l'un des premiers zoos européens entièrement destiné à l'immersion du public au cœur des habitats animaliers. ZOOM Erlebniswelt a une superficie d'environ 31 hectares et propose environ cinq cents animaux d'environ une centaine d'espèces. Il reçoit plus d'un million de visiteurs chaque année. Il est membre de Association européenne des zoos et des aquariums (EAZA). Il a reçu le Scout Award du meilleur zoo en Allemagne pour la saison 2008/09.

## Alaska
L'Alaska, la première zone à ouvrir au ZOOM Erlebniswelt, a été inauguré le 1er juillet 2003. L'attraction-phare de la zone est l'enclos des ours kodiaks et des renards polaires, comportant 3 000 m2 de zone végétalisée reliée à un bassin aménagé entre les faux-rochers. Aménagé identiquement, l'enclos voisin accueille depuis 2009 deux ours du Kamtchatka mâles. Encore plus vaste que celui des kodiaks, leur bassin est alimenté par une cascade de plusieurs mètres de haut surplombée par un pont suspendu. La zone propose Alaska Ice Adventure, un cinéma simulateur du constructeur Simtec.

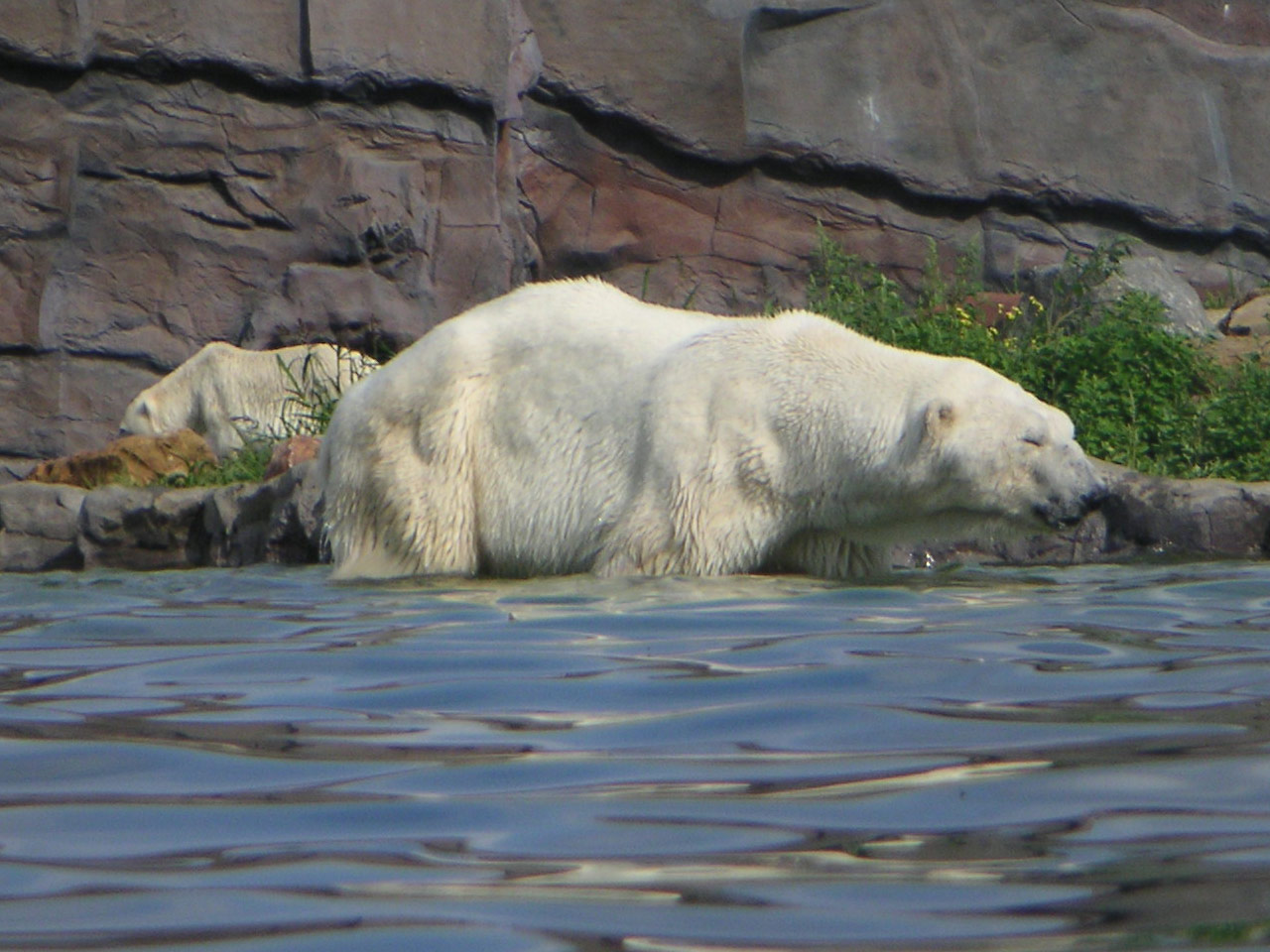
Ours blanc.
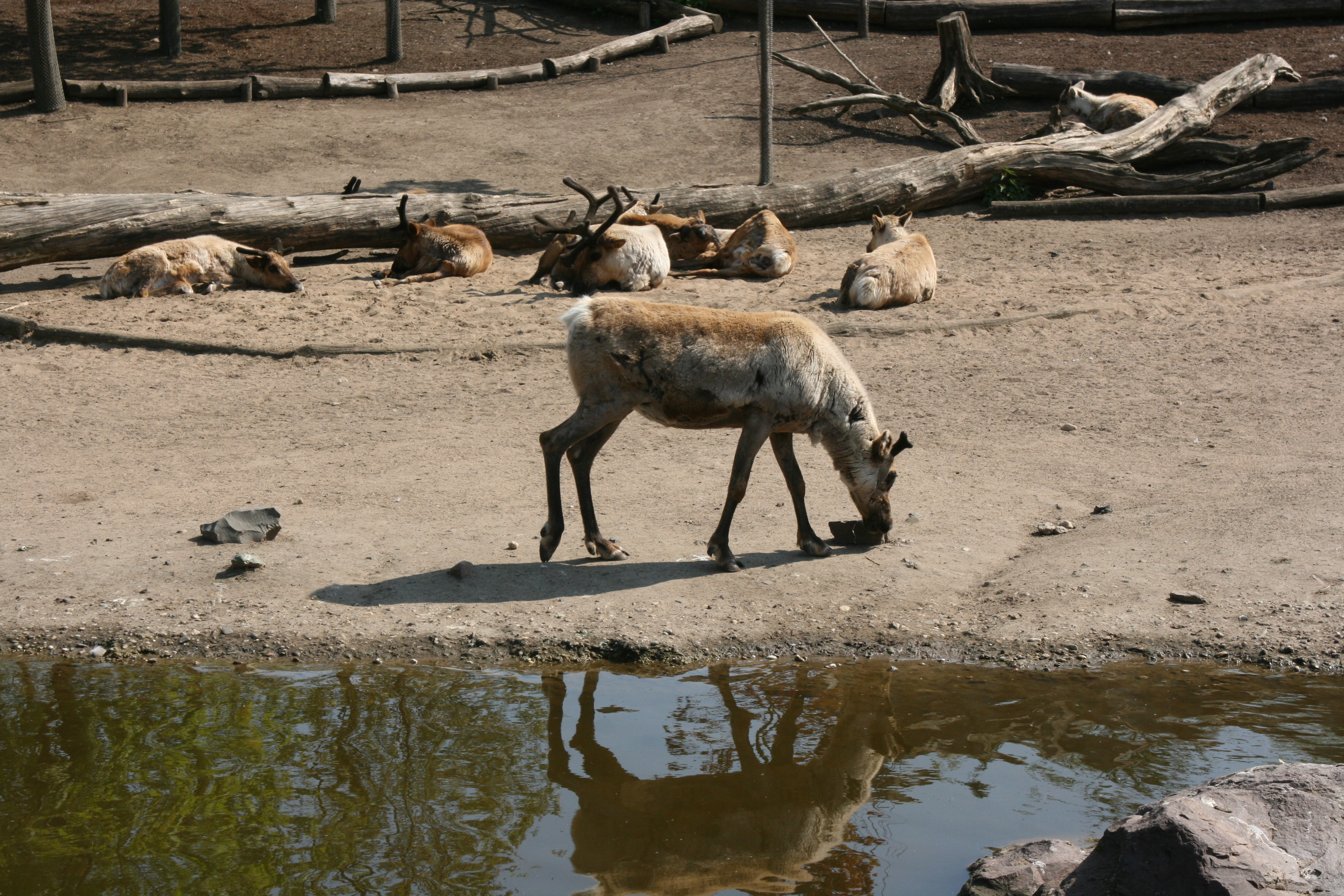
Élan.
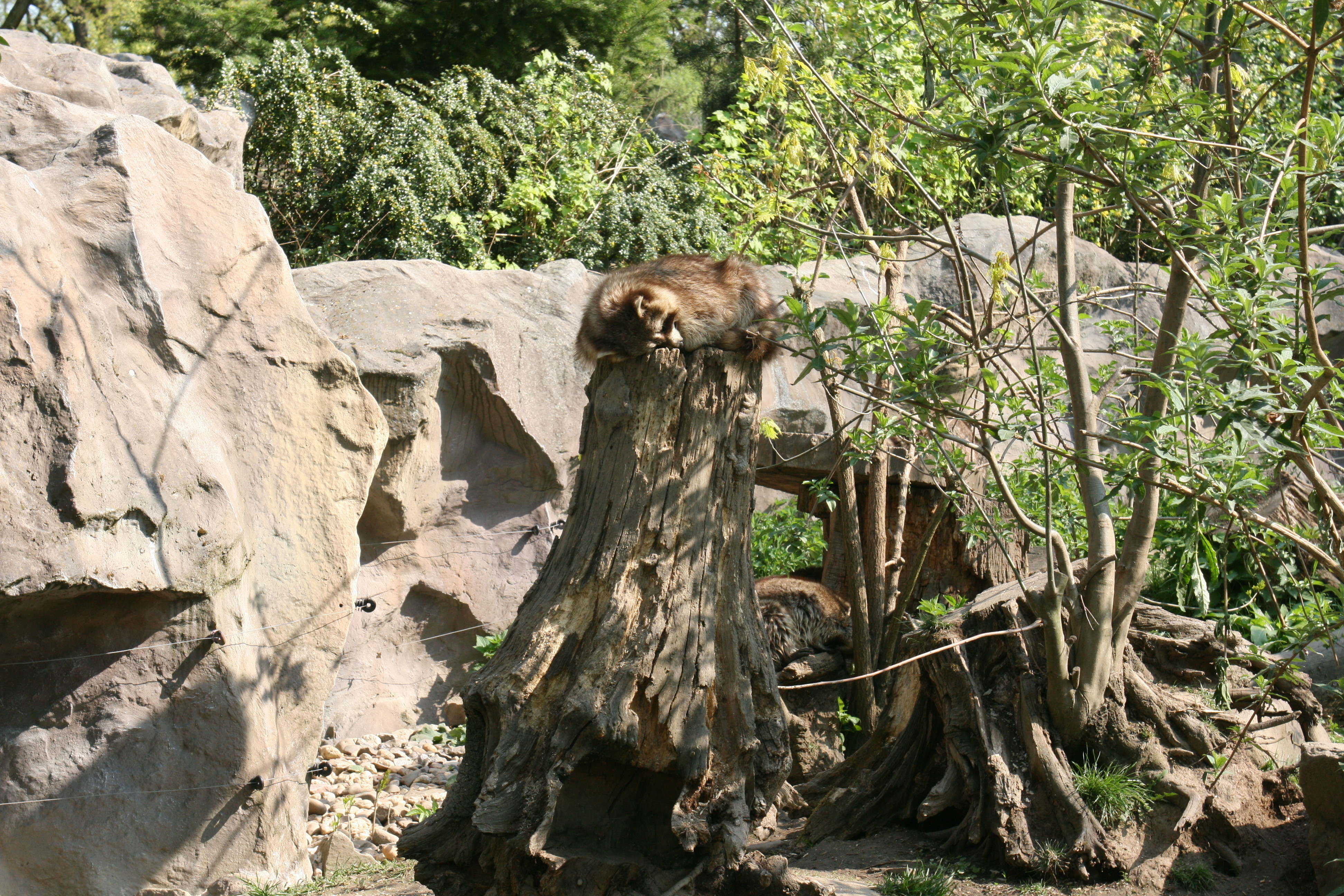
Raton laveur.
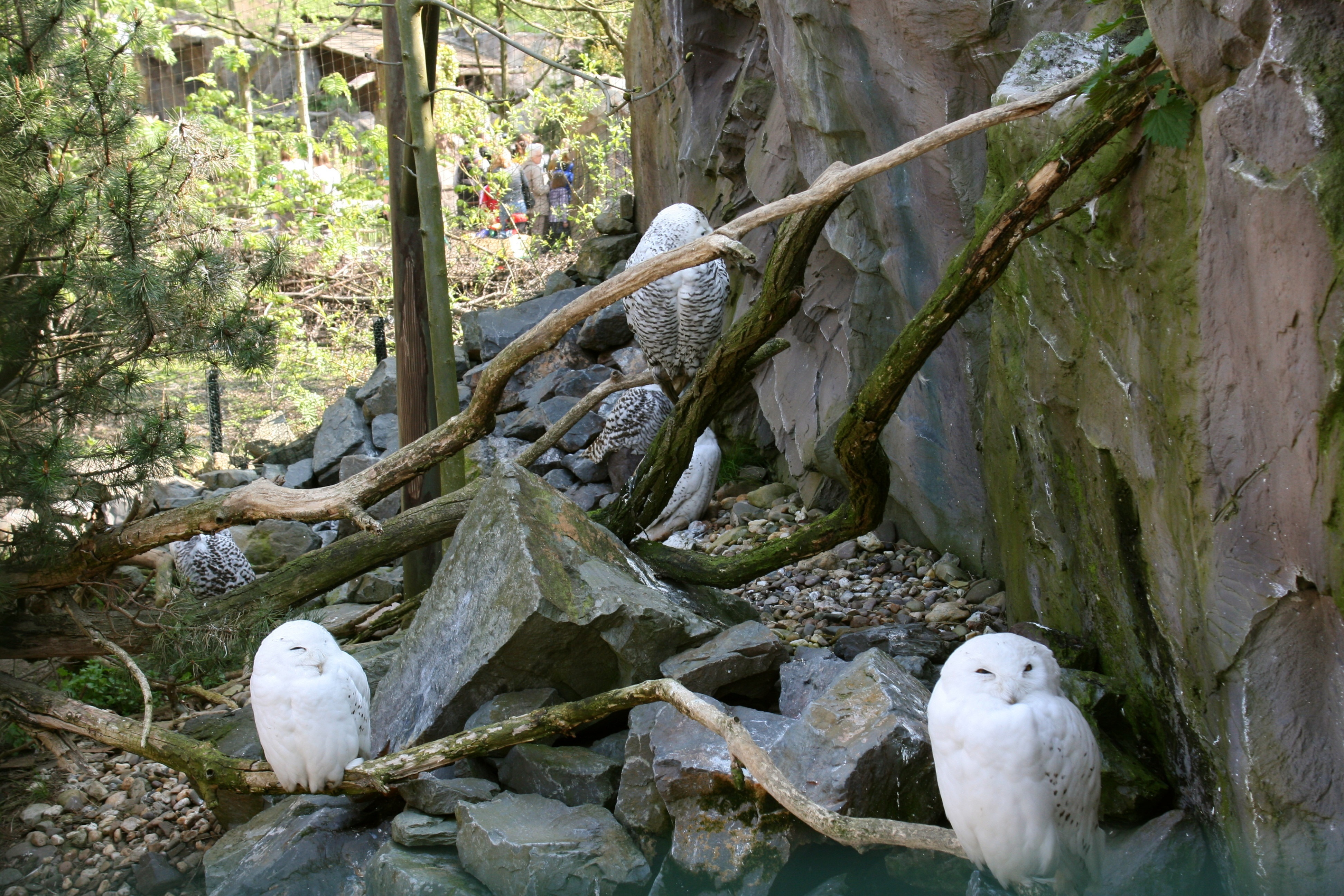
Harfangs des neiges.
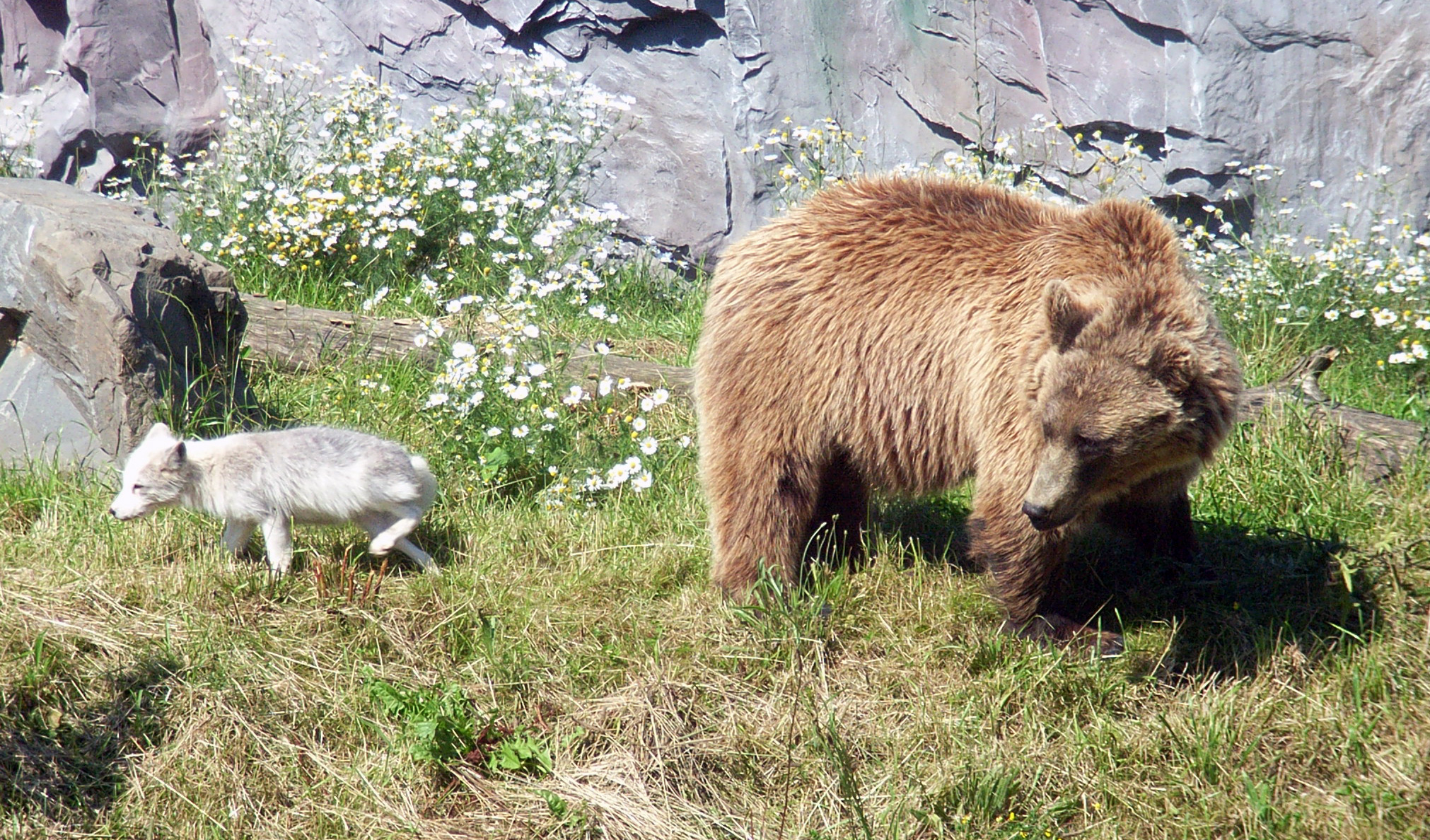
Renard polaire et ours kodiak.
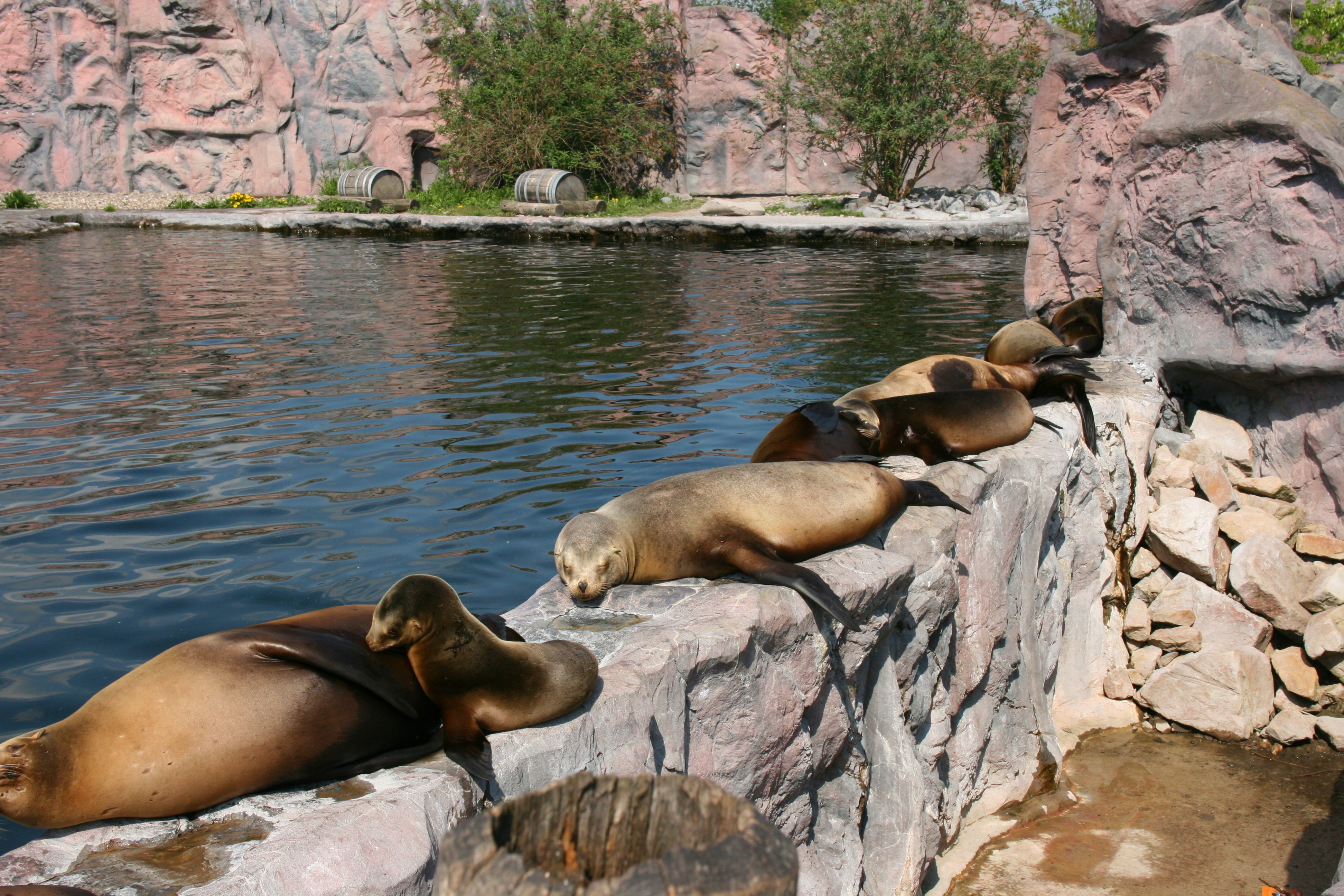
Otaries de Californie.

## Afrika
Afrika, la seconde zone, a ouvert ses portes en 2006. Aménagée sur une superficie de 14 hectares, elle présente différents environnements tels que la savane africaine, les deltas et la forêt tropicale. L'attraction-phare de la zone est le Bootsfahrt African Queen, une promenade en tow boat ride sur les eaux d'un lac reconstitué de 240 mètres de long bordés d'enclos. Des grands cormorans, des flamants et des pélicans évoluent en liberté au milieu des embarcations entre les différents enclos entourant le lac et la végétation aquatique au milieu du plan d'eau.

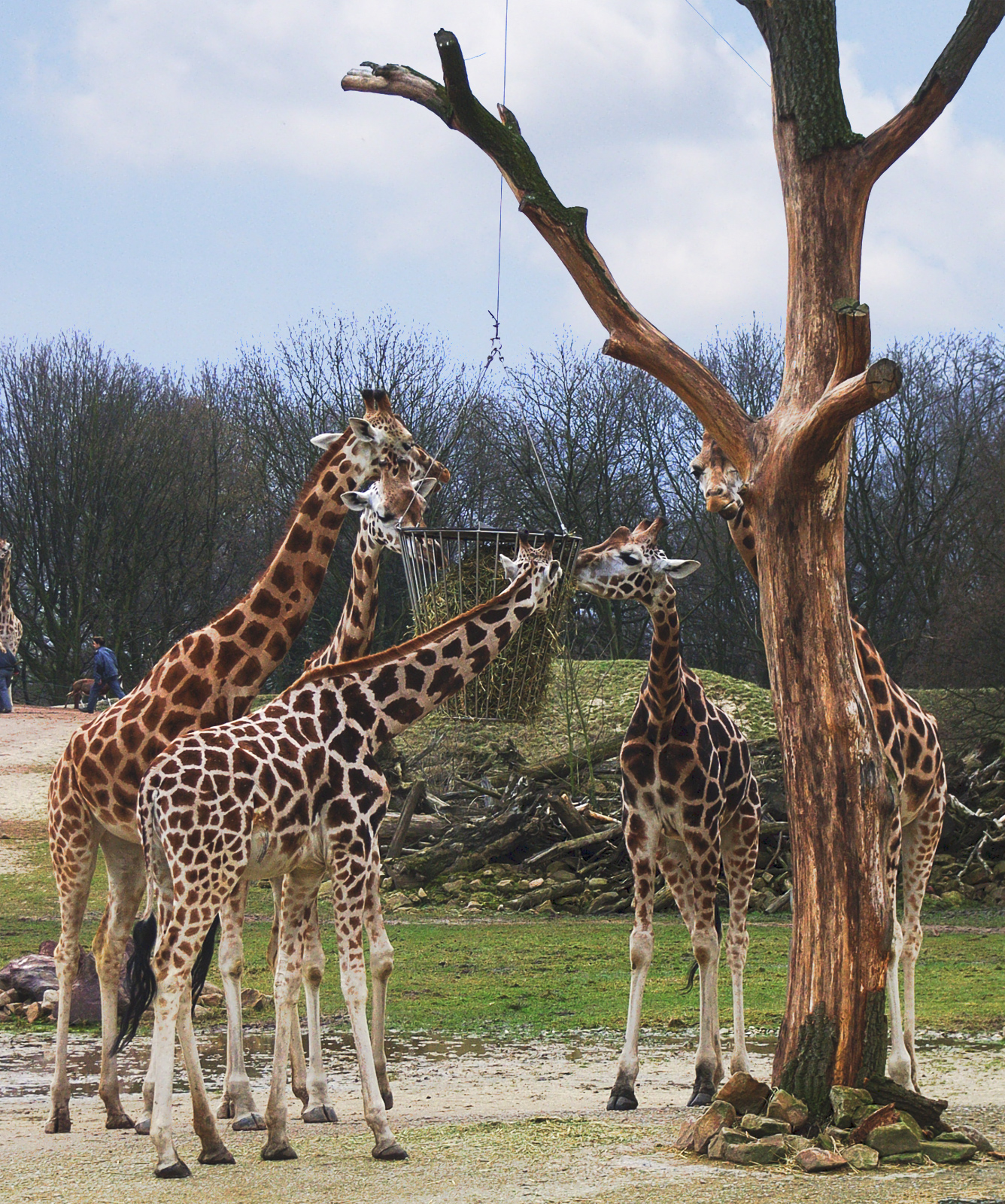
Girafes.
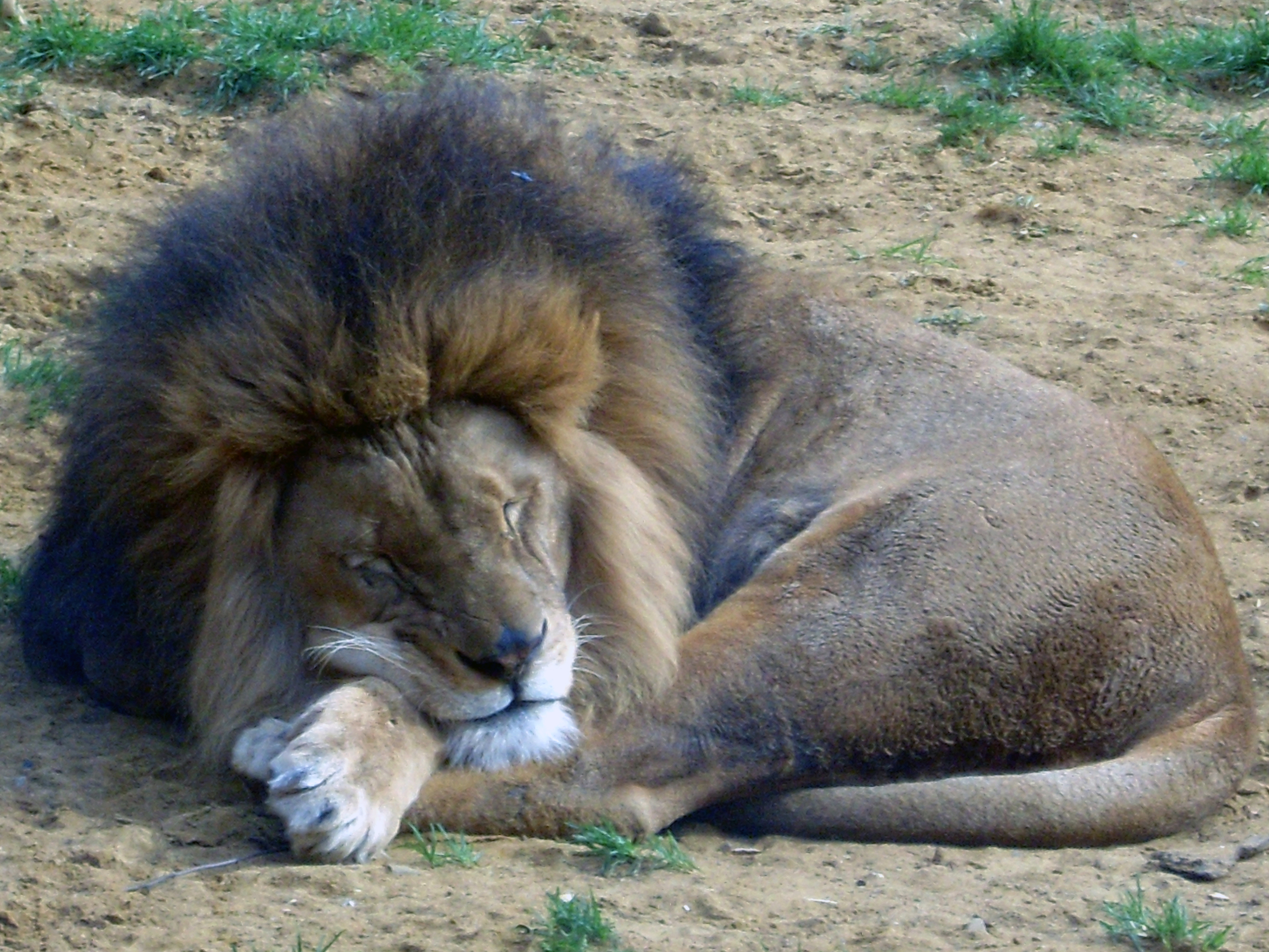
Lion.
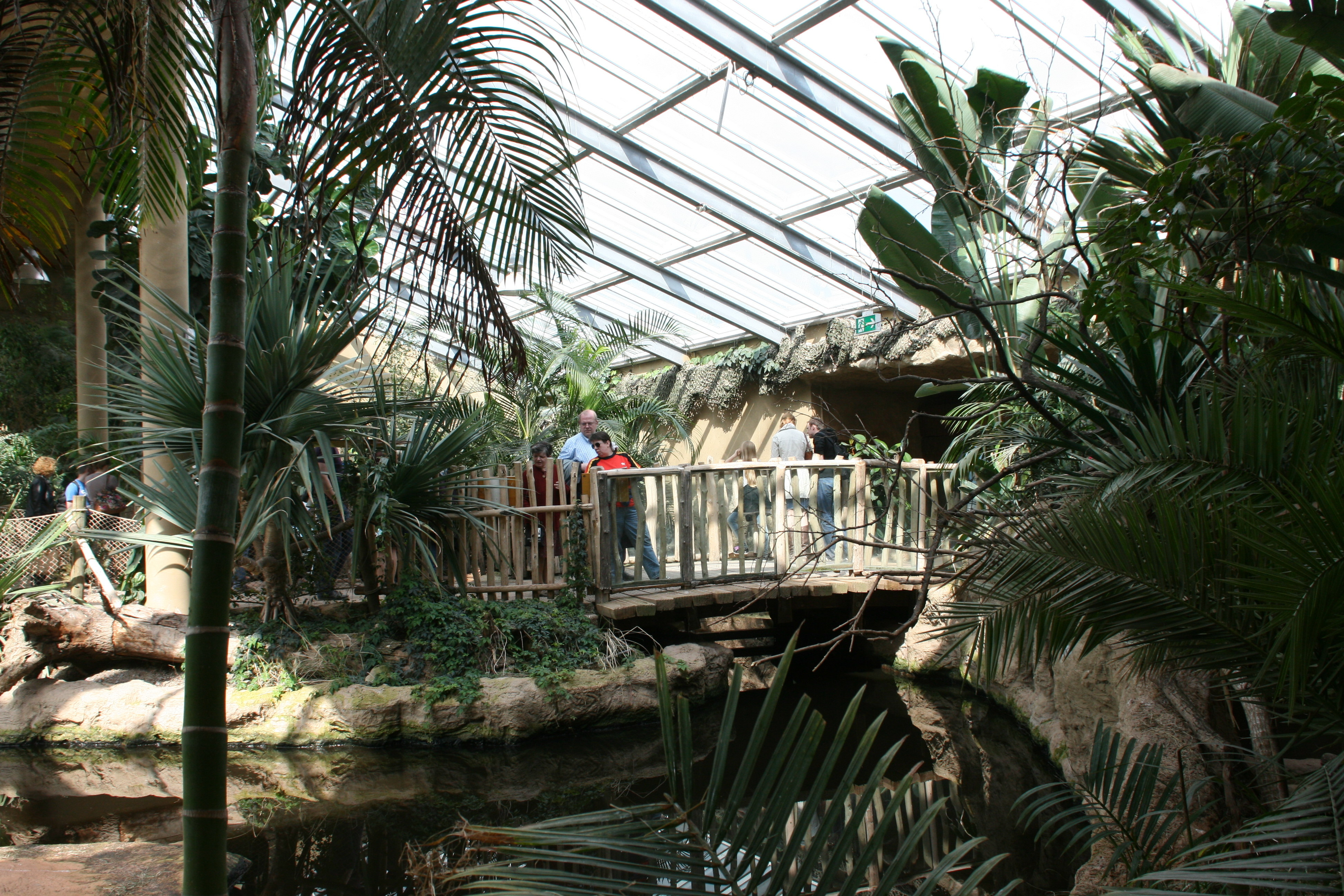
Serre tropicale.
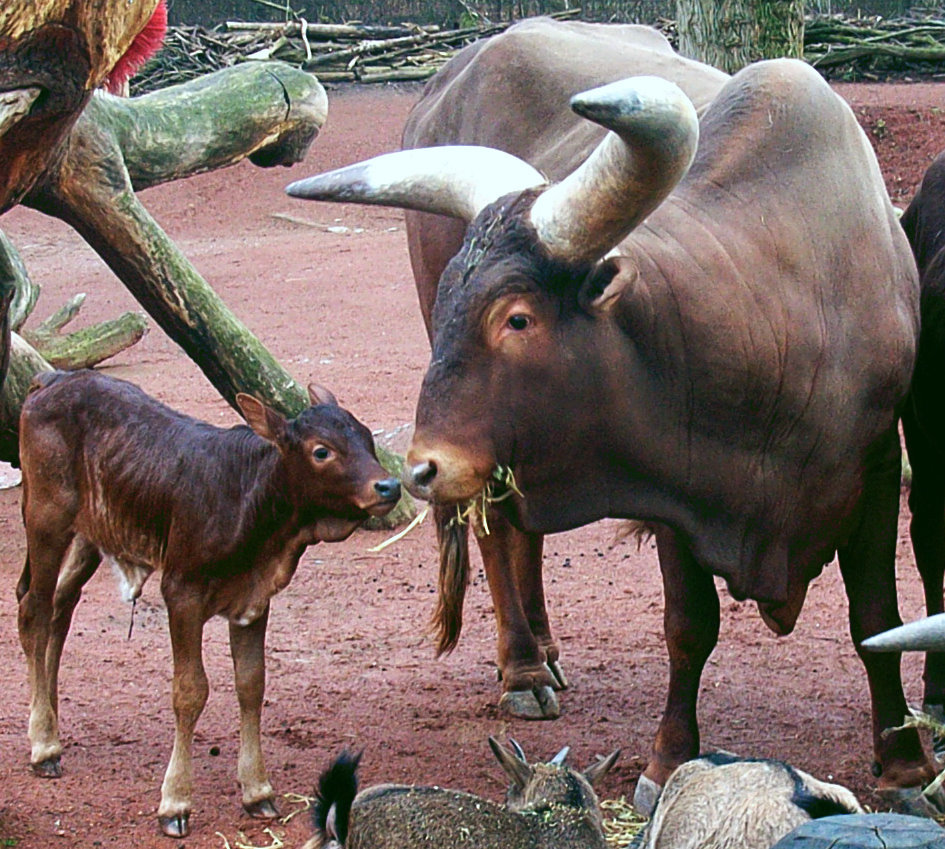
Watusis.
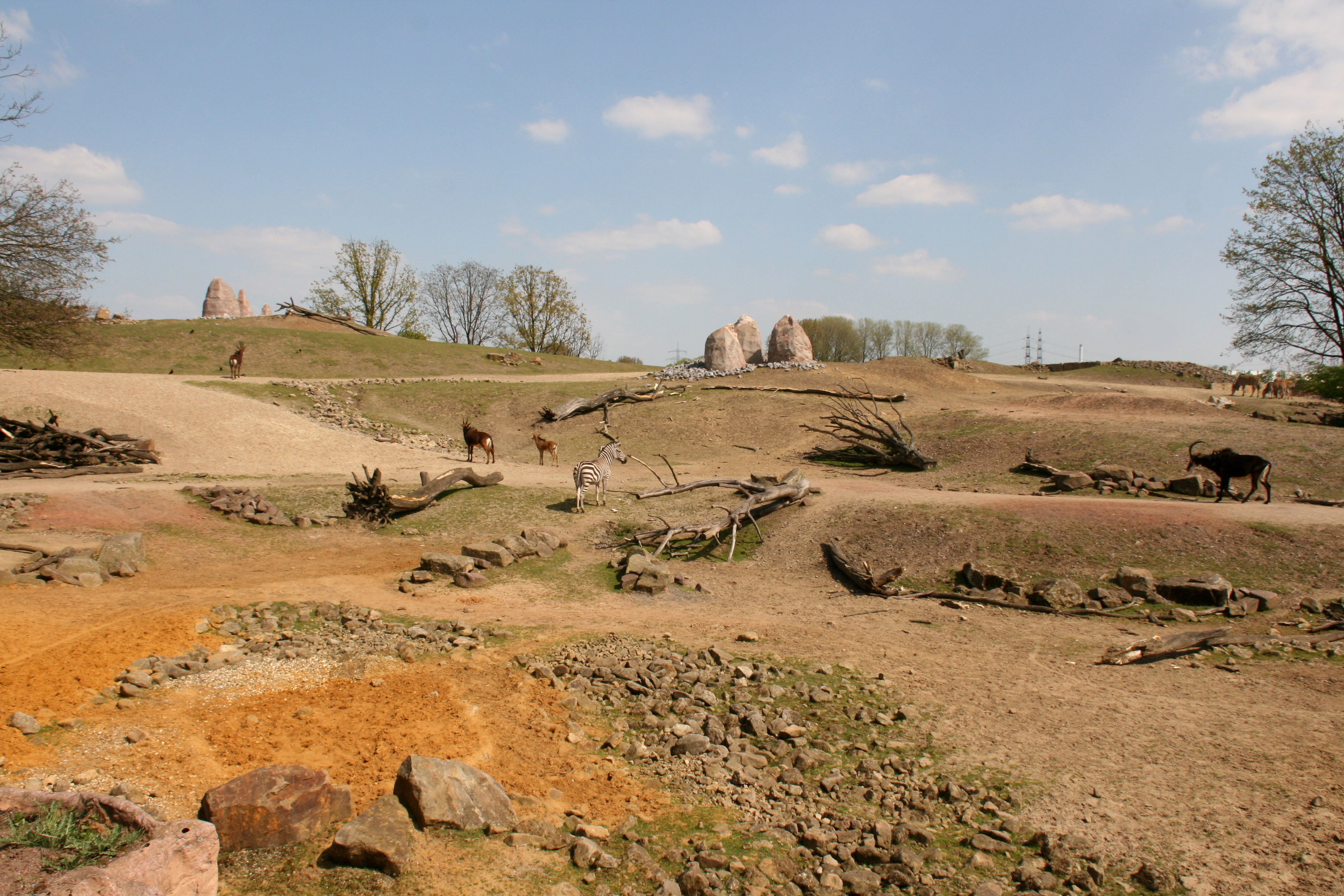
Savane.
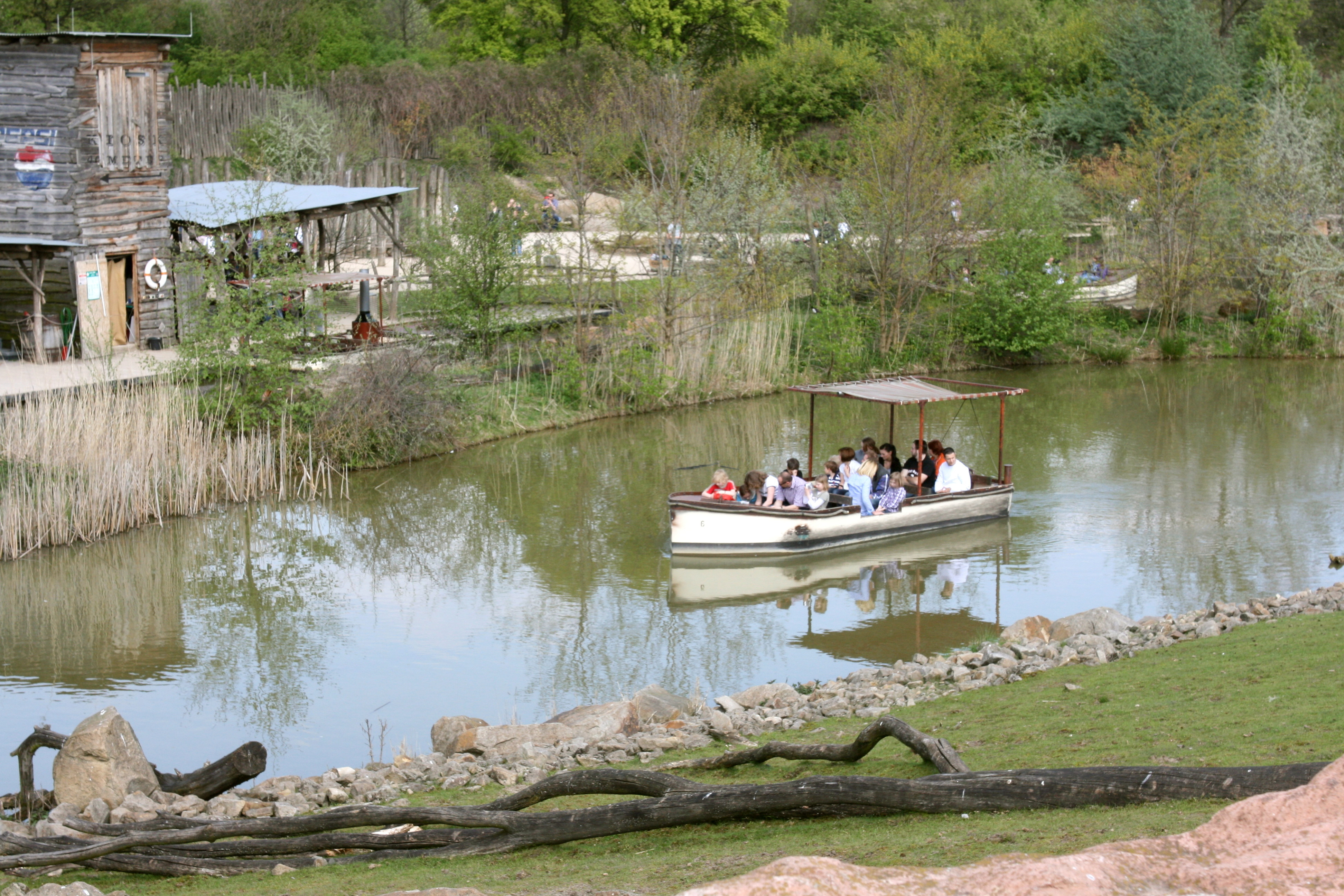
African Queen.

## Asien
La dernière zone, consacrée au continent asiatique, est également la dernière à avoir vu le jour puisqu'elle a été inaugurée en 2010. Elle devait à l'origine recevoir des éléphants, des tigres ou des rhinocéros. Elle est réduite à une surface de cinq hectares et accueille comme seul grand animal l'orang-outan. Sa construction a nécessité 23 millions d'euros et sa végétalisation demandé 3 600 arbres.

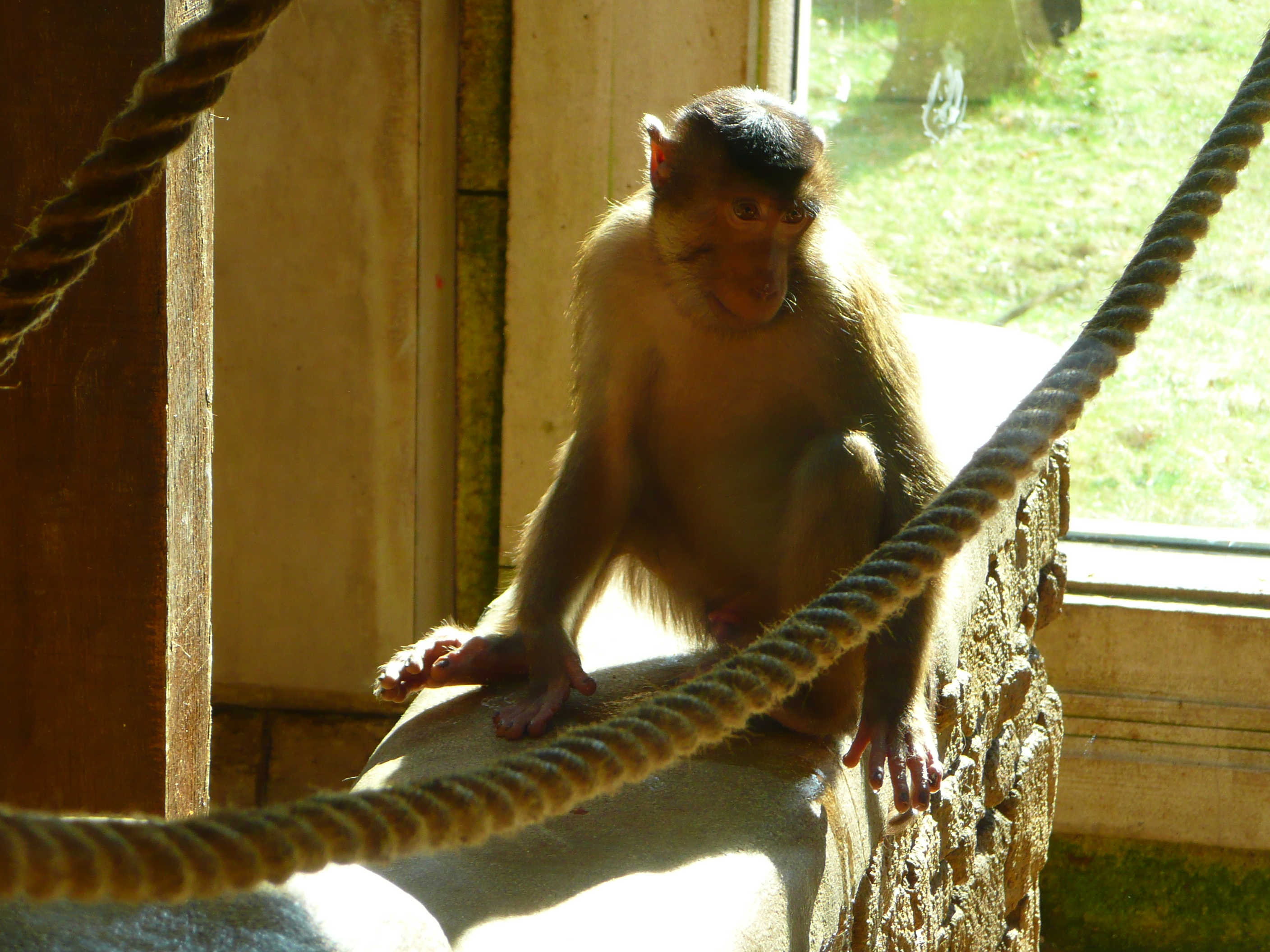
Macaque à queue de cochon.
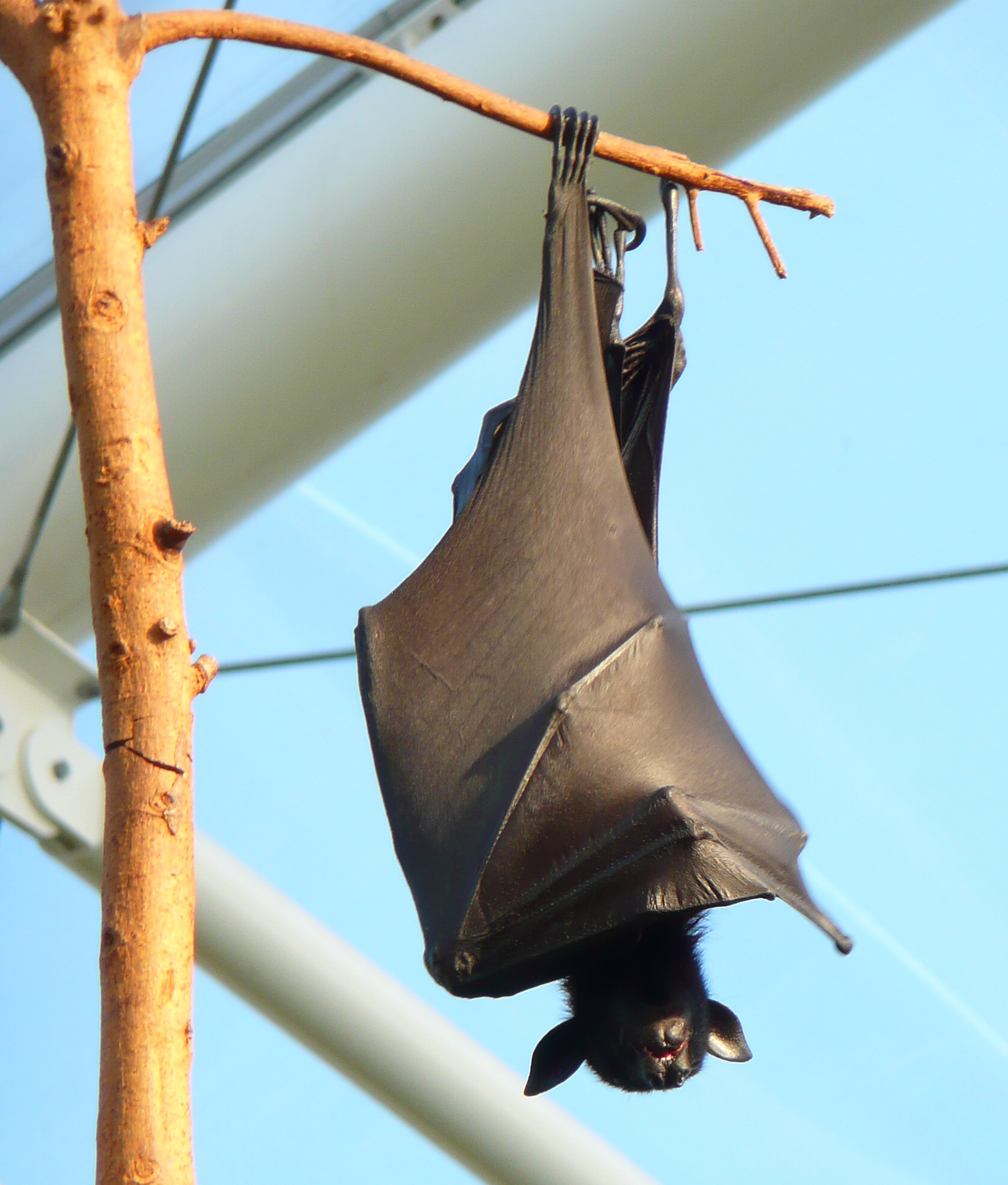
Pteropodidae.
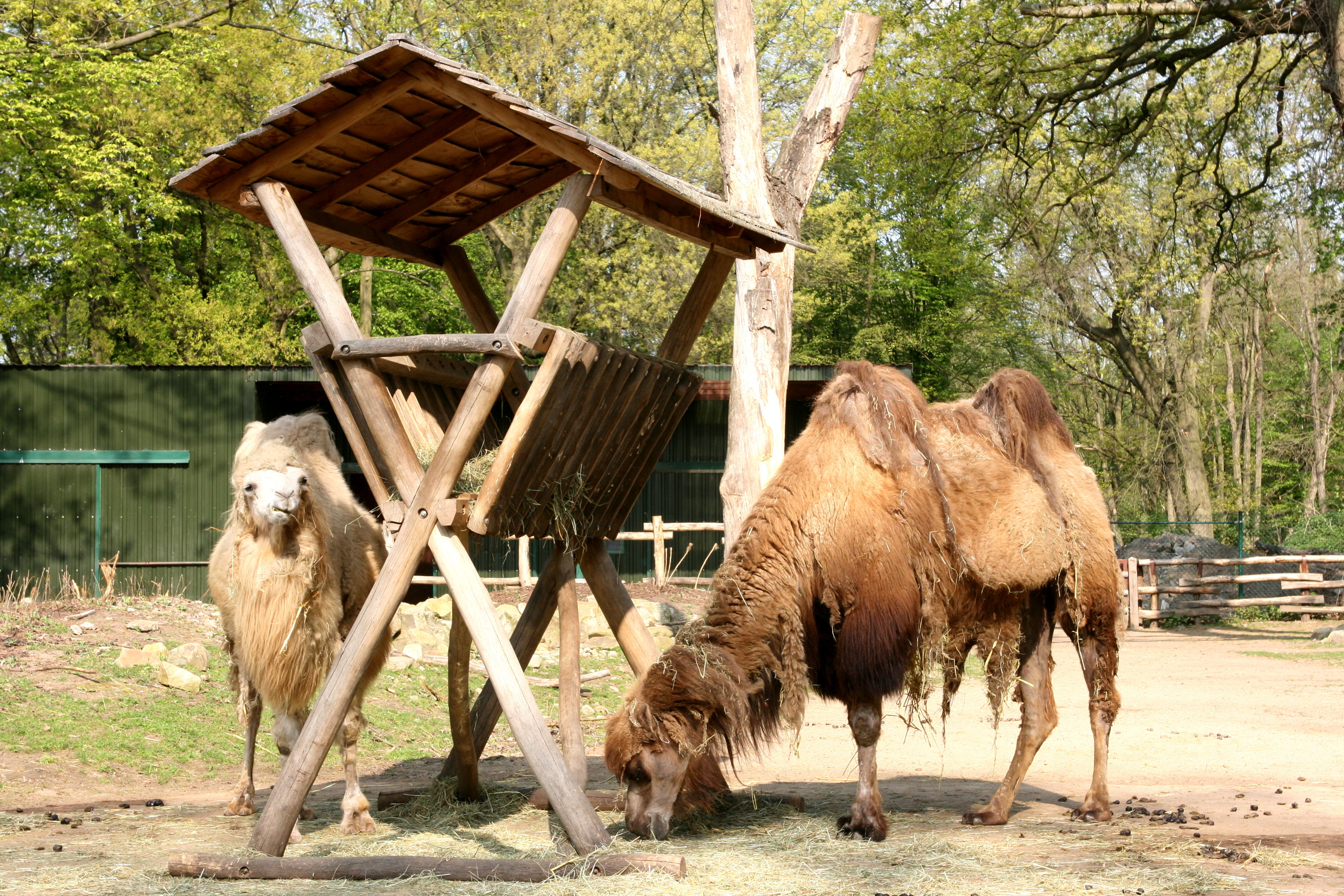
Chameaux de Bactriane.
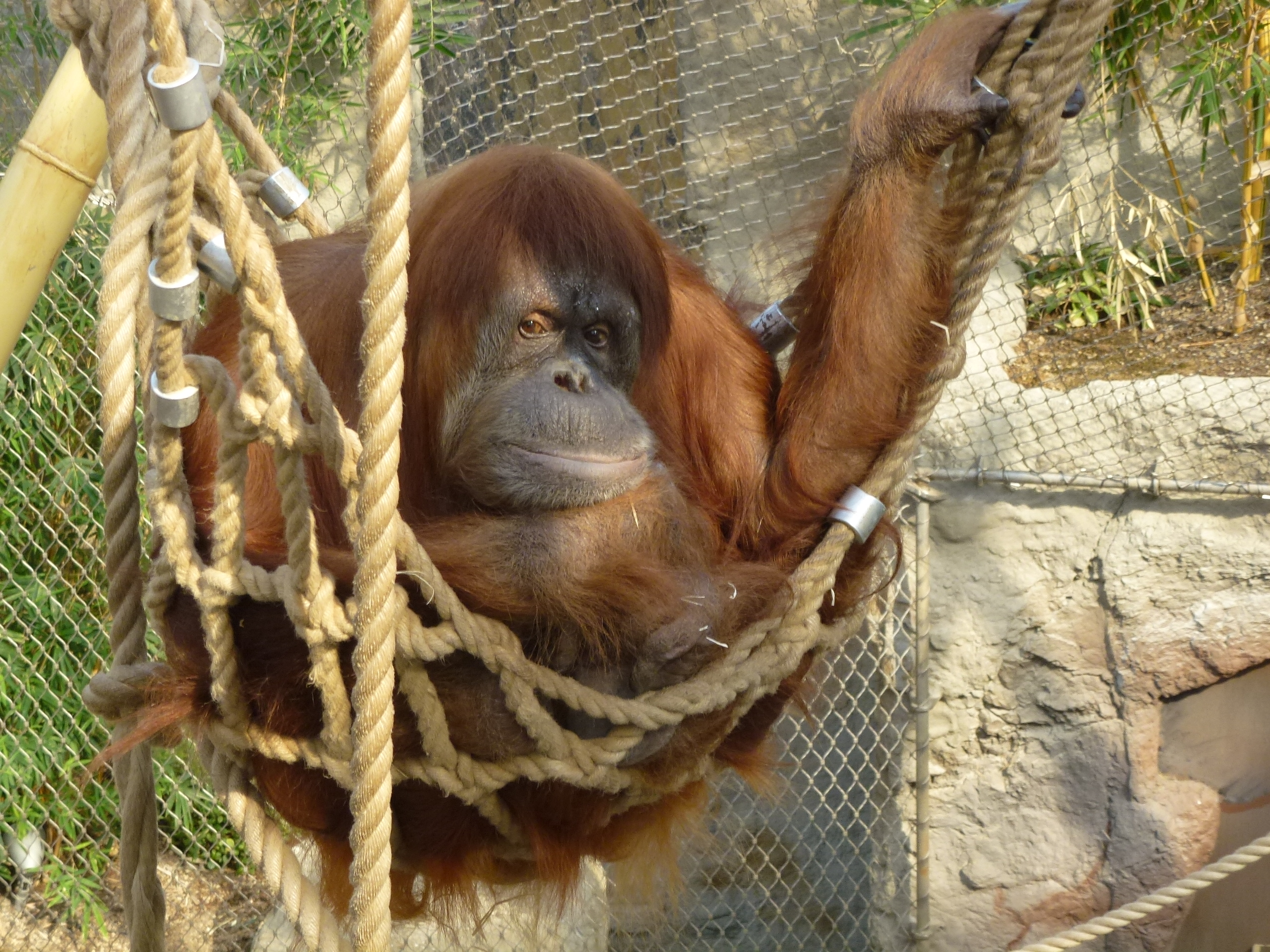
Orang-outan.
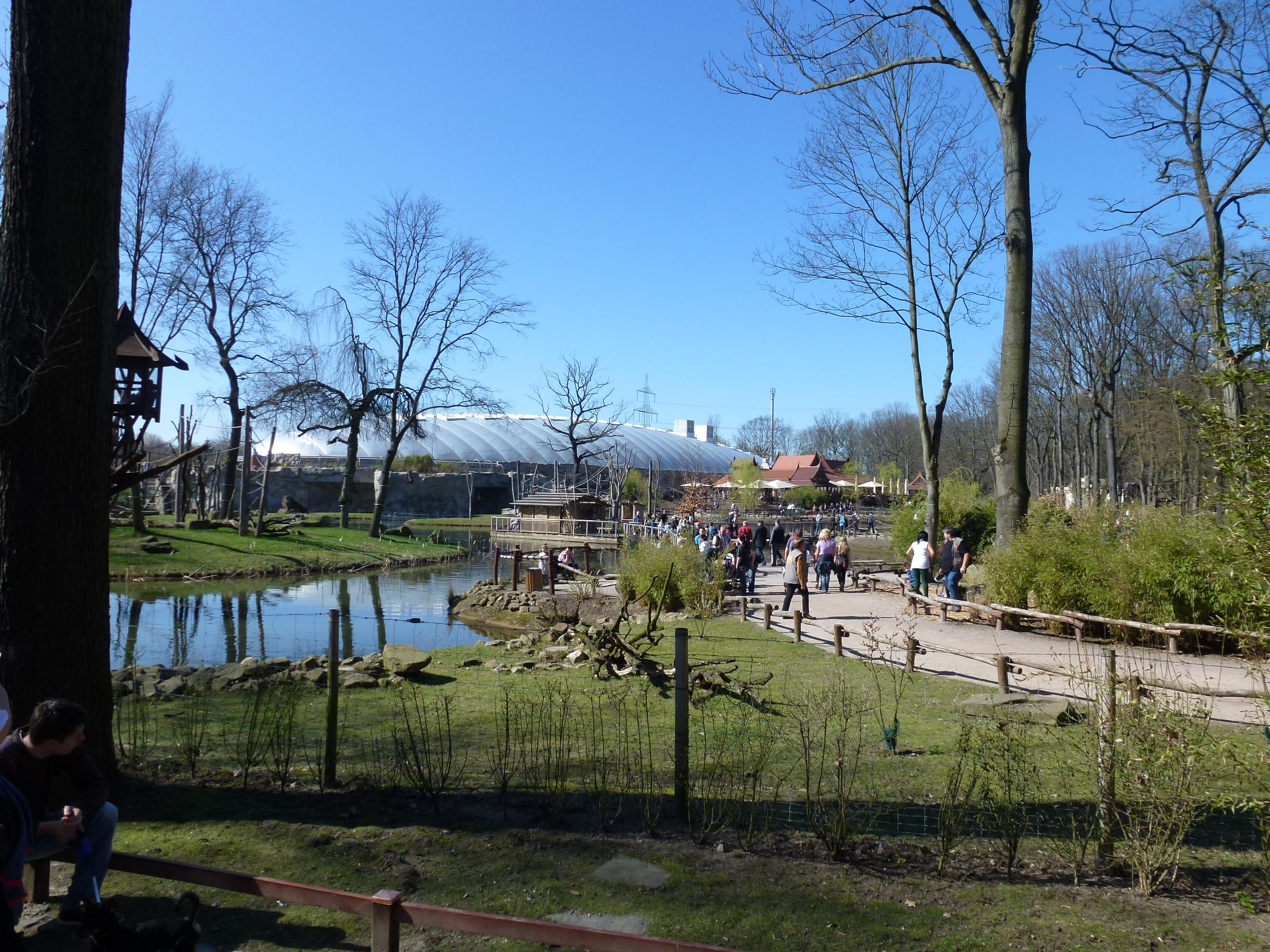
Panorama.
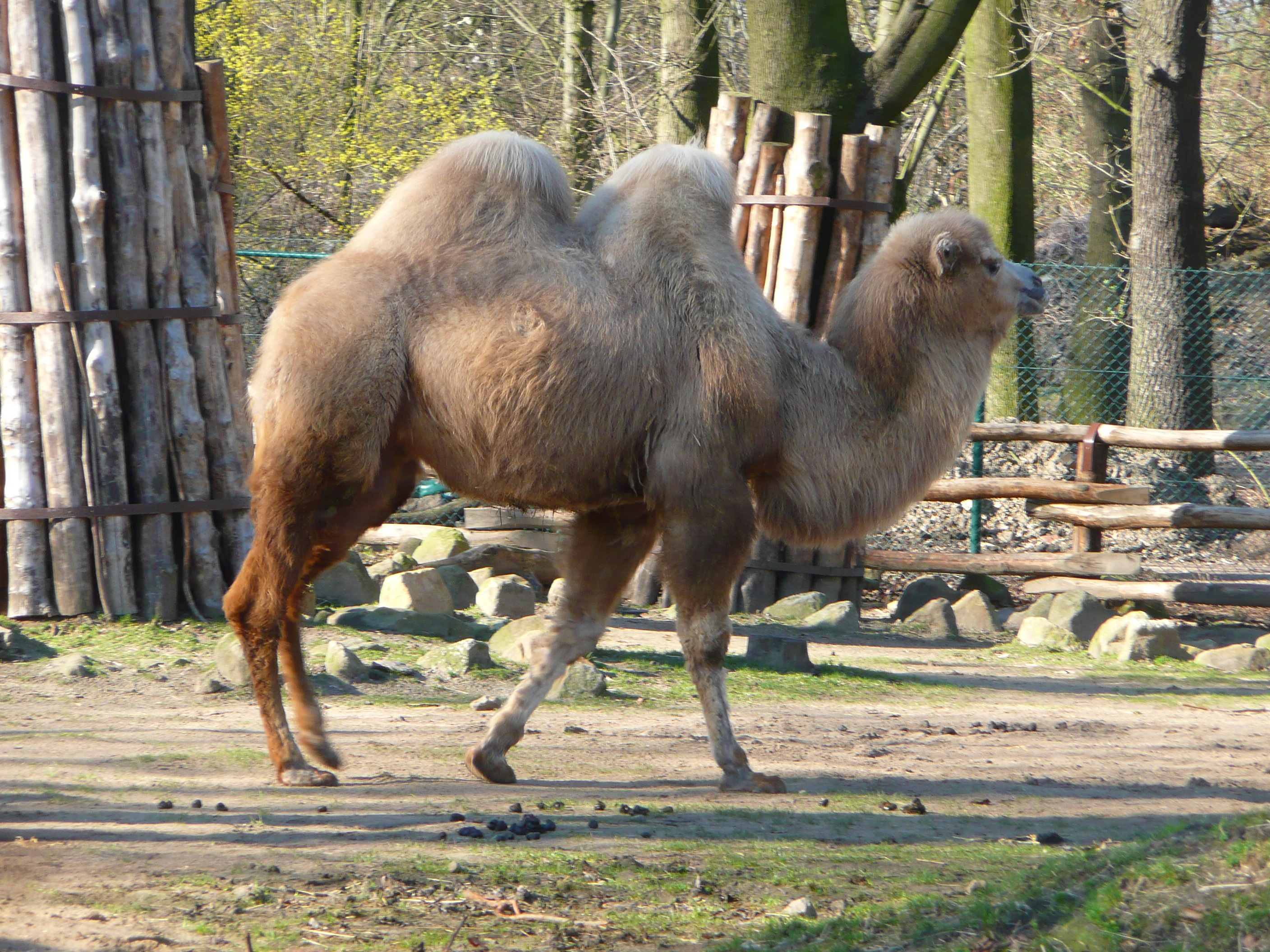
Chameau de Bactriane.